# Vållern
Vållern är en sjö i Ulricehamns kommun i Västergötland och ingår i Göta älvs huvudavrinningsområde. Sjön är 4,7 meter djup, har en yta på 0,904 kvadratkilometer och befinner sig 247 meter över havet. Sjön avvattnas av vattendraget Tidan.

## Delavrinningsområde
Vållern ingår i det delavrinningsområde (642112-137256) som SMHI kallar för Utloppet av Vållern. Avrinningsområdets medelhöjd är 254 meter över havet och ytan är 3,13 kvadratkilometer. Räknas de 5 avrinningsområdena uppströms in blir den ackumulerade arean 96,44 kvadratkilometer. Tidan som avvattnar avrinningsområdet har biflödesordning 2, vilket innebär att vattnet flödar genom totalt 2 vattendrag innan det når havet efter 375 kilometer. Avrinningsområdet består mestadels av skog (46 %) och jordbruk (13 %). Avrinningsområdet har 0,88 kvadratkilometer vattenytor vilket ger det en sjöprocent på 28,2 %.